# フランチェスコ・ロッシ
フランチェスコ・ロッシ（Francesco Rossi、1991年4月27日 - ）は、イタリア・ロンバルディア州メラーテ出身のサッカー選手。セリエA・アタランタBC所属。ポジションはGK。

## クラブ経歴
アタランタBCの下部組織を経て、2009-10シーズン開幕前に第3GKとしてトップチームへ昇格した。しかし、トップチーム昇格後の2011-12シーズンからはほぼ毎シーズンのように国内の下部リーグに所属するクラブへのレンタル移籍を繰り返した。
2017-18シーズンからアタランタへ復帰し、2018年5月20日、カリアリ・カルチョとの試合でセリエAデビューを飾った。